# Карликовое государство
Ка́рликовое госуда́рство — государство, значительно отличающееся в меньшую сторону от других государств по некоторым критериям (например, по площади, численности населения и т. п.). Многие карликовые государства являются сравнительно молодыми образованиями, в то же время большинство карликовых государств Европы имеет многовековую историю. Например, Сан-Марино считается самым старым государством Европы.
Часто в качестве критерия используется численность населения. При этом в терминологии ООН и Всемирного банка карликовыми считаются государства, население которых не превышает 1 млн человек. В докладах Содружества используется термин малые страны и порог населения 1,5 млн человек. Наконец, иногда карликовыми называют государства с населением менее 500 тыс. человек.
Исходя из размеров площади, карликовыми называют, как правило, государства, уступающие по площади Люксембургу (2586 км²), который и сам иногда также причисляется к карликовым государствам. Ниже приведены их списки по частям света.

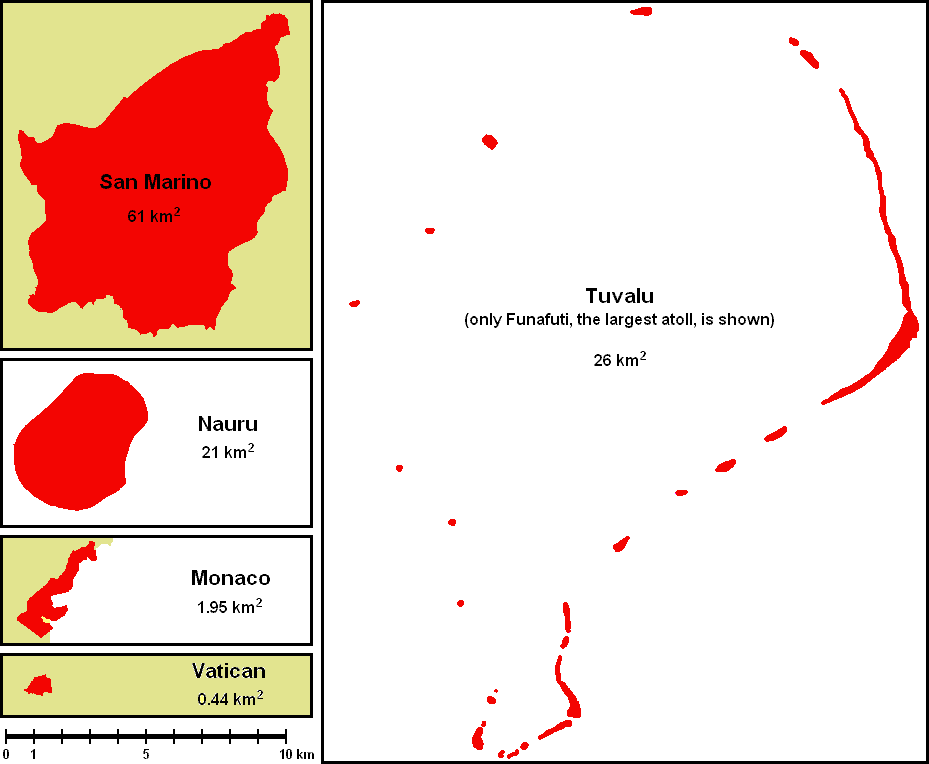
Примеры карликовых государств в своих границах

## Европа
- Андорра (468 км²)
- Мальта (316 км²)
- Лихтенштейн (160 км²)
- Сан-Марино (61,2 км²)
- Монако (2,02 км²)
- Ватикан (0,49 км²)[1]

Территория, рассматриваемая в качестве субъекта международного права
- Суверенный Мальтийский орден (сегодняшняя территория включает Мальтийский дворец и Магистральную виллу в Риме и форт Сант-Анджело на Мальте; 0,012 км²)[2]

## Азия
- Бахрейн (766  км²)
- Сингапур (733 км²)
- Мальдивы (298 км²)

## Африка
- Коморские Острова (2235 км²)[3]
- Маврикий (1860 км²)
- Сан-Томе и Принсипи (1001 км²)
- Сейшельские острова (455 км²)

## Америка
- Доминика (754 км²)
- Сент-Люсия (620 км²)
- Антигуа и Барбуда (442 км²)
- Барбадос (430 км²)
- Сент-Винсент и Гренадины (389 км²)
- Гренада (344 км²)
- Сент-Китс и Невис (261 км²)

## Океания
- Тонга (748 км²)
- Кирибати (717 км²)
- Федеративные Штаты Микронезии (702 км²)
- Палау (458 км²)
- Маршалловы острова (181 км²)
- Тувалу (26 км²)
- Науру (21 км²)

## Самые густонаселённые карликовые страны мира
Количество жителей на квадратный километр:
- Монако — 18 679 чел./км²
- Сингапур — 7389 чел./км²
- Бахрейн — 1753 чел./км²
- Ватикан — 1684 чел./км²
- Мальта — 1432 чел./км²
- Мальдивы — 1359 чел./км²
- Барбадос — 663 чел./км²

Указанные страны являются не только самыми густонаселёнными карликовыми государствами, но и в целом самыми густонаселёнными странами мира — самыми густонаселёнными странами, не относящимися к карликовым, являются Бангладеш (1154 чел./км²) и Тайвань (650 чел./км²).